# Fontana del Gigante

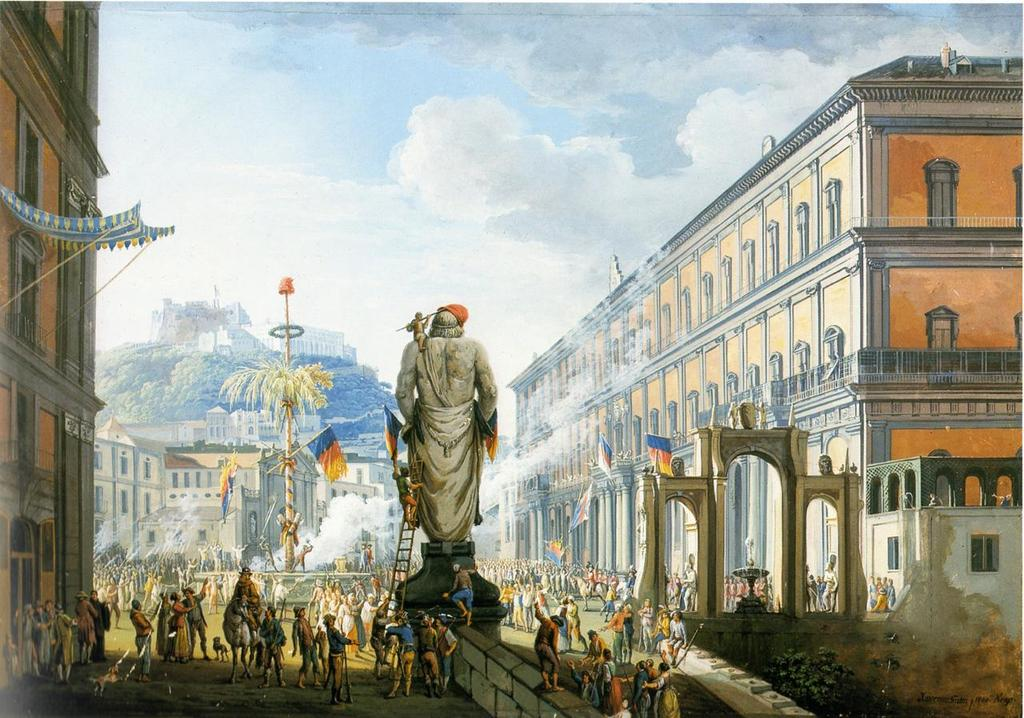
La fontana nella sua collocazione originale, accanto alla statua del Gigante

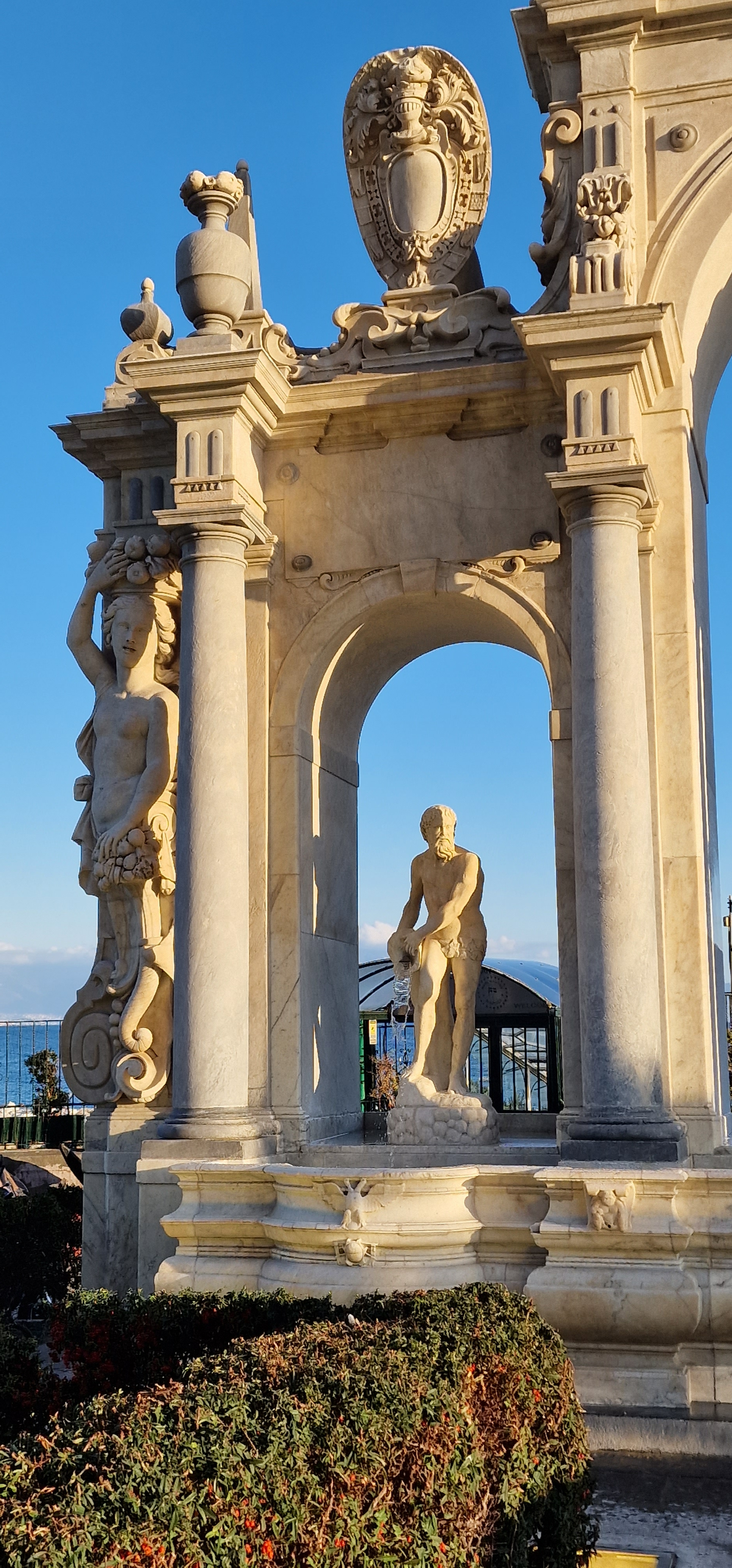
Particolare dell'arco sinistro e della cariatide di sinistra

La fontana del Gigante è una delle fontane monumentali di Napoli di inizio XVII secolo; è locata nel centro storico in via Partenope, a poca distanza dal Castel dell'Ovo.

## Storia
La fontana è opera di Pietro Bernini e di Michelangelo Naccherino, che la realizzarono su commissione del duca d'Alba don Antonio Alvarez di Toledo.
La fontana ebbe molte collocazioni prima di arrivare in via Partenope dove si trova tutt'oggi.
La sua prima collocazione è stata in largo di Palazzo (l'attuale piazza Plebiscito), nel punto dove oggi inizia la salita del Gigante, odierna via Cesario Console, come viene mostrato in numerosi dipinti settecenteschi, tra i quali, uno di Gaspar van Wittel conservato presso il palazzo Zevallos a via Toledo. A pochissimi passi dalla fontana sorgeva la statua colossale del Gigante, assemblata nel 1670 dopo che fu ritrovato a Cuma un busto raffigurante Giove, a cui furono aggiunte le altre parti. La statua fu rimossa nel 1807.
La fontana fu rimossa nel 1815 dal luogo originario in occasione di lavori di sistemazione della salita del Gigante. Rimasta per molto tempo senza collocazione, fu posta nel 1882 vicino al palazzo dell'Immacolatella al molo piccolo, ragione per cui la fontana è anche detta dell'Immacolatella.
Questa locazione durò poco tempo perché vi fu rimossa nel 1886 per eseguire i lavori di ampliamento del porto e fu collocata nel 1889 all'interno della villa del Popolo, ma questa scelta fu considerata da molti infelice. 
Infine nel 1905, complice il forte declino della villa del Popolo, ormai circondata dall'area portuale, fu deliberato il suo nuovo spostamento, che avvenne nel 1906. Il suo nuovo luogo fu lo slargo terminale di via Partenope, nel punto dove principia via Nazario Sauro, ottenuto grazie alla colmata su via Santa Lucia.
Già nel 1904 un lettore della rivista Napoli nobilissima aveva denunciato con una lettera indirizzata al periodico lo stato di degrado della fontana e aveva proposto di collocarla presso il rione Bellezza (cioè il nuovo borgo Santa Lucia) che a quel tempo si stava per realizzare.
Nel 2022 la fontana è stata sottoposta ad interventi di restauro.

## Descrizione

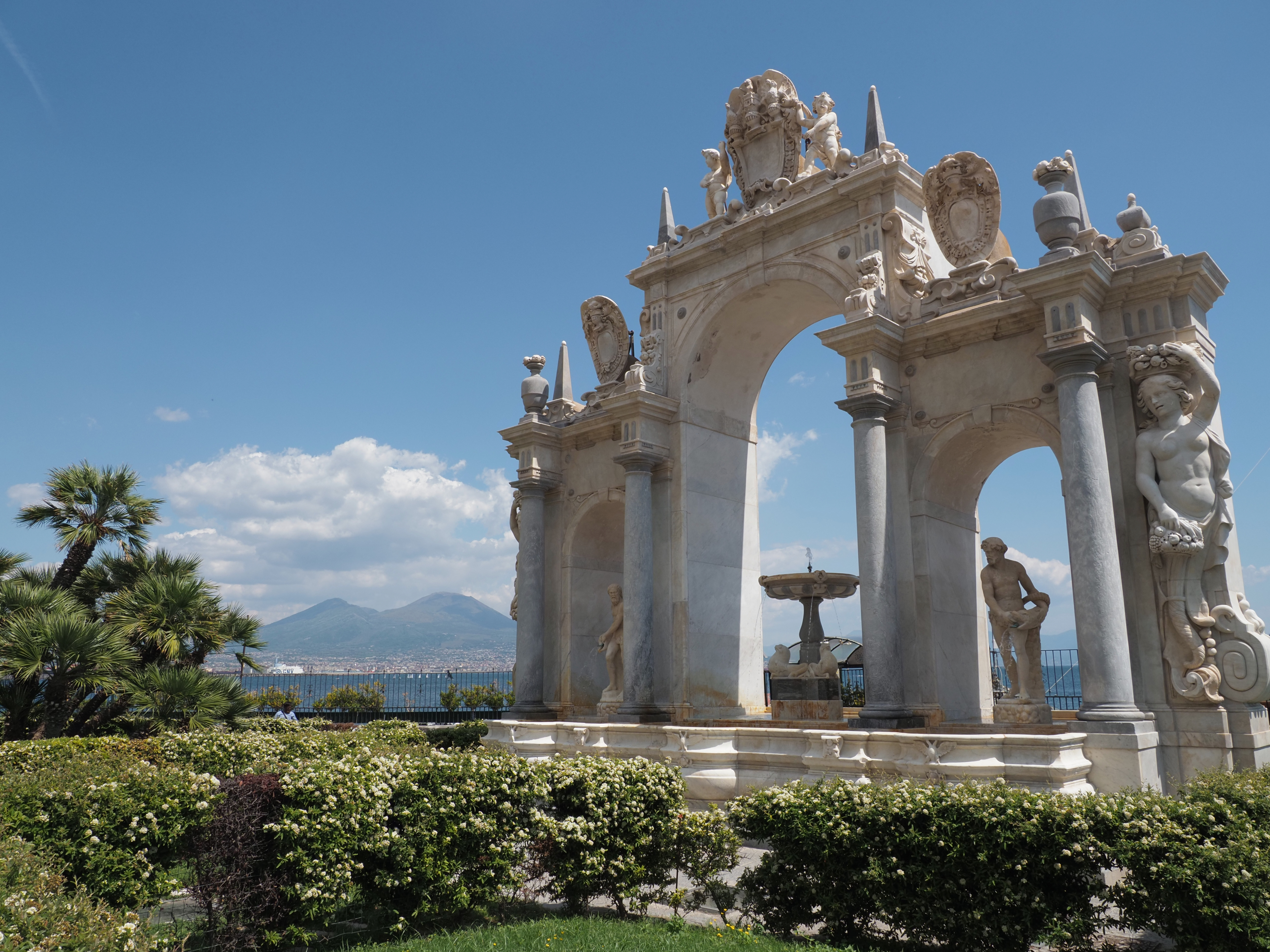
Panoramica della Fontana con il Vesuvio e il Golfo di Napoli in sottofondo.

La fontana monumentale è articolata mediante tre archi a tutto sesto, sopra i quali sono collocati i grandi stemmi che simboleggiano la città, i viceré di Napoli ed anche il re di quel periodo storico. Nell'arco centrale vi è la tazza che è sorretta da due animali marini, mentre, le statue nei restanti due archi laterali, rappresentano divinità fluviali che stringono tra le mani due mostri del mare. Le due statue (le cariatidi) sono poste all'estremità degli ultimi archi: esse sono intente nel reggere cornucopie.
A questa fontana si ispirò Manfredo Manfredi per la rappresentazione di Napoli nella nuova sigla di Carosello, il celeberrimo programma pubblicitario trasmesso dalla RAI tra il 1957 e il 1977. In onda dal 1962, la sigla mostrava, oltre alla città partenopea, anche Venezia, Siena e Roma.